# شركة ÆON المحدودة
شركة آيون ÆON Co., Ltd. (イオン株式会社 Ion Kabushiki-gaisha، بورصة طوكيو: 8267) هي واحدة من الشركات القابضة التابعة لمجموعة Æon. تقع مكاتبها الرئيسية في منطقة ميهاما-كو، تشيبا.
تشغّل الشركة مباشرة كافة متاجر AEON المختصة بتجارة التجزئة والتي تعرف بمراكز JUSCO التجارية في اليابان. في حين تشغّل شركة AEON CO (M) BHD كافة متاجر AEON في ماليزيا. تعتبر شركة Æon أكبر شركة تجارة مفرق في آسيا. إذ تتكون من شبكة تجارية تتضمن 129 شركة تابعة متحدة و26 شركة تابعة ذات حقوق ملكية، تتراوح أعمالها من مخازن تجارية صغيرة ومراكز تجارية كبرى ومراكز التسوق (مولات) والمراكز التجارية المتخصصة ومنها تالبوت.
تعد الشركة أكبر مشغّل ومطوّر لمركز تسوق في اليابان.

## روابط خارجية
- Æon Co., Ltd.